# Symplegma zebra
Symplegma zebra är en sjöpungsart som beskrevs av Monniot 2002. Symplegma zebra ingår i släktet Symplegma och familjen Styelidae. Inga underarter finns listade i Catalogue of Life.